# 木口宣昭
木口 宣昭（きぐち のりあき、1944年11月8日 - 2021年9月12日）は、日本の元レスリング選手で、レスリング・総合格闘技の指導者。

## 略歴
満洲生まれ。法政大学2年次、1962年に全日本学生選手権グレコローマンスタイル57kg級優勝。1969年には、レスリング世界選手権62kg級5位、全米選手権62kg級優勝及びフリースタイル62kg級3位の成績を残した。
現役を引退した1970年より「木口道場」を開きレスリング、総合格闘技を指導し普及に努めた。また1990年にはレスリングをベースにサブミッションを加えたコンバットレスリングを創始し大会を運営。
- 全国中学生レスリング連盟副会長
- 全国少年レスリング連盟審判委員長
- 日本コンバットレスリング協会会長
- 日本修斗協会副会長

ほか多数の要職に就くなど、日本のレスリング・総合格闘技界に多大な貢献をした。
2021年9月12日に死去。76歳没。

## 実績

### 選手として
- 1962年：全日本学生選手権グレコローマンスタイル57kg級優勝
- 1969年：世界選手権グレコローマンスタイル62kg級5位、全米選手権グレコローマンスタイル62kg級優勝及びフリースタイル62kg級3位

### 指導者として
笹本睦、山本美憂・聖子姉妹らレスリングのトップ選手を多数育成。1985年にはワールドカップ日本代表監督を務めた。
総合格闘技においても修斗に草創期から協力し、佐藤ルミナ、桜井"マッハ"速人、山本"KID"徳郁、須藤元気、五味隆典らトップ選手を多数育成するなど、黎明期から総合格闘技の発展に貢献した。